# Quận Trigg, Kentucky
Quận Trigg là một quận thuộc tiểu bang Kentucky, Hoa Kỳ.
Quận này được đặt tên theo Stephen Trigg, một sĩ quan trong chiến tranh cách mạng Mỹ. Theo điều tra dân số của Cục điều tra dân số Hoa Kỳ năm 2000, quận có dân số 12.597 người. Quận lỵ đóng ở Cadiz6.

## Địa lý
Theo Cục điều tra dân số Hoa Kỳ, quận có diện tích 481 dặm vuông Anh (1.246 km2), trong đó có 38 dặm vuông Anh (98 km2) là diện tích mặt nước.

### Quận giáp ranh
- Quận Lyon (bắc)
- Quận Caldwell (đông bắc)
- Quận Christian (đông)
- Quận Stewart, Tennessee (nam)
- Quận Calloway (tây nam)
- Quận Marshall (tây bắc)

## Thông tin nhân khẩu
Theo điều tra dân số 2 năm 2000, quận đã có dân số 12.597 người, 5.215 hộ gia đình, và 3.765 gia đình sống trong quận Trigg. Mật độ dân số là 28 trên một dặm vuông (11 / km2). Có 6.698 đơn vị nhà ở với mật độ trung bình là 15 trên một dặm vuông (5,8 / km 2). Cơ cấu chủng tộc của quận gồm 88,34% người da trắng, 9,79% da đen hay Mỹ gốc Phi, 0,21% người Mỹ bản xứ, 0,25% châu Á, Thái Bình Dương 0,01%, 0,18% từ các chủng tộc khác, và 1,22% từ hai hoặc nhiều chủng tộc. 0,90% dân số là người Hispanic hay Latino thuộc một chủng tộc nào.
Có 5.215 hộ, trong đó 29,10% có trẻ em dưới 18 tuổi sống chung với họ, 60,20% là đôi vợ chồng sống với nhau, 8,40% có một chủ hộ nữ và không có chồng, và 27,80% là các gia đình không. 25,00% hộ gia đình đã được tạo ra từ các cá nhân và 11,60% có người sống một mình 65 tuổi hoặc lớn tuổi hơn là người. Cỡ hộ trung bình là 2,39 và cỡ gia đình trung bình là 2,84.
Trong quận tháp tuổi dân số được trải ra với 22,90% dưới độ tuổi 18, 6,80% 18-24, 26,70% 25-44, 27,00% từ 45 đến 64, và 16,60% từ 65 tuổi trở lên người. Độ tuổi trung bình là 40 năm. Đối với mỗi 100 nữ có 96,90 nam giới. Đối với mỗi 100 nữ 18 tuổi trở lên, đã có 94,10 nam giới.
Thu nhập trung bình cho một hộ gia đình trong quận đạt 33.002 USD, và thu nhập trung bình cho một gia đình là $ 40.886. Phái nam có thu nhập trung bình $ 31.158 so với 22.081 $ cho phái nữ. Mức thu nhập bình quân đầu người là 17.184 $. Có 8,80% gia đình và 12,30% dân số sống dưới mức nghèo khổ, bao gồm 13,20% những người dưới 18 tuổi và 14,70% của những người 65 tuổi hoặc hơn. 